# Fülöp Attila (operaénekes)
Fülöp Attila (Szombathely, 1942. július 2. – Budapest, 2020. május 9.) magyar operaénekes (tenor), hangmérnök. Fülöp Zsuzsanna opera-énekesnő édesapja.

## Élete
Édesapja evangélikus lelkész volt. Középiskolai tanulmányait az óbudai Árpád Gimnáziumban végezte el. 1961–1966 között a Budapesti Műszaki és Gazdaságtudományi Egyetem Villamosmérnöki Karának hallgatója volt. 1965–1971 között magánúton tanult énekelni dr. Sípos Jenőnél. 1968–1972 között a Magyar Hanglemezgyártó Vállalat hangmérnöke volt. 1971–1973 között a Magyar Állami Operaház ösztöndíjasa volt. 1973–2005 között az Operaház magánénekese lírai és karaktertenor szerepkörben. 1996–2003 között az Operaház főtitkáraként tevékenykedett. 2003-2004 között az Operaház ügyvezető igazgatója volt. Nyugdíjazása után a Budapesti Operabarátok Egyesülete elnökségében töltött be vezető posztot.

## Szerepei
- Haydn: Ember a Holdon....Ecclitico
- Csajkovszkij: Anyegin....Triquet
- Mozart: A varázsfuvola....Tamino; Fiatal pap
- Verdi: Otello....Roderigo
- Puccini: Turandot....Pang
- Wagner: A nürnbergi mesterdalnokok....Moser
- Szokolay Sándor: Sámson....Eskon
- Wagner: A Rajna kincse....Froh; Mime
- Haydn: Aki hűtlen, pórul jár....Filippo gazda; Nencio
- Falla: Pedro mester bábszínháza....
- Donizetti: Lammermoori Lucia....Lord Buklav Arturo
- Rossini: A sevillai borbély....Gróf Almaviva
- Monteverdi: Odüsszeusz hazatérése....Amphinimosz
- Muszorgszkij: Borisz Godunov....Egy bojár
- Szabó-Borgulya: Légy jó mindhalálig!....Valkay
- Durkó Zsolt: Mózes....Hur
- Haydn: A patikus....Sempronio
- Rossini: A török Itáliában....Don Narciso
- Balassa Sándor: Az ajtón kívül....Beckmann
- Puccini: Manon Lescaut....Lámpagyújtogató
- Mozart: Idomeneo....Arbace
- Verdi: Simon Boccanegra....Az íjászok kapitánya
- Offenbach: Hoffmann meséi....Nathaniel
- Gershwin: Porgy és Bess....Peter
- Mozart: Don Juan....Don Ottavio
- Wagner: Parsifal....Első Grál-lovag
- Prokofjev: Eljegyzés a kolostorban....Pater Elystaph; Első maszk
- Puccini: Pillangókisasszony....Goro
- Massenet: Werther....Schmidt
- Mozart: Színlelt együgyűek....Don Polidoro
- Verdi: Falstaff....Bardolf
- Strauss: A rózsalovag....Valzacchi
- Szokolay Sándor: Ecce homo....Mihelisz
- Mozart: Az álruhás kertészlány....Ramiro lovag
- Mozart: Figaro házassága....Don Curzio
- Britten: Albert Herring....Mr. Upfold
- Wagner: Tannhauser....Heinrich
- Verdi: A végzet hatalma....Trabuco
- Berg: Wozzeck....Kapitány
- Balassa Sándor: Karl és Anna....1. fogoly
- Szokolay Sándor: Margit, a hazának szentelt áldozat....Nyitrai püspök
- Puccini: Gianni Schicchi....Gherardo
- Kókai Rezső: István király....Prunwart püspök; Ascherik apát

## Tv-s munkái
- Zenés TV színház (1985)
- Esti Showder (2007)